# Giambattista Mariotti
Giovanni Battista Mariotti (Vicenza, 5 dicembre 1690 – Venezia, 10 gennaio 1749) è stato un pittore italiano, esponente della scuola veneta del XVIII secolo.

## Biografia
Nato da Giambattista e da Margherita Battaglia, giunse con la famiglia a Venezia (parrocchia di San Marziale) nel 1707 perché al padre di mestiere organaro, fu commissionato uno strumento per la chiesa di Santa Margherita.
Giovanni Battista si inserì nella bottega di Antonio Balestra. Nel 1716 fu iscritto alla fraglia dei pittori. I suoi lavori furono numerosi: iniziò a lavorare per la chiesa di Santo Stefano a Murano, per la chiesa della Trinità a Chioggia, per poi approdare in Venezia, a San Stae (Miracolo di San Taddeo, commissionato da Andrea Stazio) e Santi Apostoli (Resurrezione di Cristo). A Verona lavora per San Carlo alle Carceri su commissione di Carlo Zenobio (San Carlo Borromeo adorante croce).
Dopo la morte dei genitori, il Mariotti si trasferì nella parrocchia di San Mattio a Rialto. Tra maggio e giugno 1729 partecipò all'ispezione delle pitture pubbliche con Giovanni Battista Pittoni. Lavorò poi alla parrocchiale di Sarcedo Vicentino (Martirio di Sant'Andrea) e alle grandi tele da soffitto (Il Tempo che scopre la verità, ora a Palazzo Querini Stampalia, Le virtù cardinali, ora a Palazzo Grassi e già a Palazzo Sagredo). Apice del lavoro del pittore sono le tele realizzate per i Padri Somaschi a Padova, nella Chiesa di Santa Croce, ultime opere del maestro che morirà a Venezia il 10 gennaio 1749.